# عصر التوني
عصر التوني (باللاتينية: Tonian)، (بالإغريقية : tónos = τόνος = "التمدد")، وهو أول عصور حقبة الطلائع الحديثة، امتد من 1000 إلى≈ 720 مليون سنة مضت، لمدة 280 مليون سنة تقريبا. تم تعريف هذا العصر بالتأريخ الإشعاعي بدلا من الاستناد على الطبقات الصخرية على الأرض.

## أحداث
في هذا العصر أدى تصدع إلى تفكك القارة العظمى رودينيا، التي كانت قد تشكلت في منتصف عصر الستني السابق، وقد حدث هذا التفكك بدءا من 900 وحتى 850 مليون سنة مضت. وفي هذا العصر وقع أول تشعب تطوري للأكريتارك.
إن أول أحافير مفترضة للميتازوان (حيوانات) مؤرخة في أواخر عصر التوني (800 مليون سنة مضت). ومن الأمثلة على ذلك شبيهات الإسفنج (Otavia)، والتي وصفها مكتشفيها بأنها إسفنجية مع عدد من العلماء الآخرين. وتتوافق هذه التواريخ مع البيانات الجزيئية المستردة من خلال الدراسات ألجينية للأنواع الحديثة من الميتازوان. وقد توصلت دراسات حديثة إلى أن قاعدة شجرة تطور السلالات الحيوانية كانت في عصر التوني.